# Ernst I van Brunswijk-Lüneburg
Ernst I van Brunswijk-Lüneburg bijgenaamd de Belijder (Uelzen, 27 juni 1497 - 11 januari 1546) was van 1520 tot aan zijn dood hertog van Brunswijk-Lüneburg. Hij behoorde tot het huis Welfen.

## Levensloop
Ernst was de tweede zoon van hertog Hendrik I van Brunswijk-Lüneburg en diens echtgenote Margaretha, dochter van keurvorst Ernst van Saksen. 
In 1512 werd hij naar het hof van zijn oom, keurvorst Frederik III van Saksen, in Wittenberg gestuurd en studeerde er aan de Universiteit van Wittenberg. Toen in 1517 in Wittenberg de Reformatie begon, bevond Ernst zich nog steeds in de stad.
In 1520 trad zijn vader wegens een conflict met keizer Karel V af als hertog van Brunswijk-Lüneburg en ging hij in ballingschap naar Parijs, waarna Ernst en zijn oudere broer Otto hem opvolgden. Toen Otto en Ernst de Reformatie introduceerden in Brunswijk-Lüneburg, probeerde hun vader in 1527 met de hulp van de katholieken om terug de macht te veroveren. Dit mislukte echter en Hendrik moest terugkeren naar Frankrijk. In 1530 gaf Ernst zijn vader de toestemming om terug te komen naar Brunswijk-Lüneburg om er zijn laatste levensjaren door te brengen.
Ernst en Otto bestuurden Brunswijk-Lüneburg gezamenlijk tot in 1527, toen Otto aftrad als hertog van Brunswijk-Lüneburg. De situatie in het hertogdom was echter niet voorspoedig en uit politieke overwegingen besloot hij de Reformatie in zijn domeinen te introduceren. Op deze manier kreeg Ernst de kans om aan bezittingen van kerken en kloosters te geraken. 
Aanvankelijk voerde Ernst de Reformatie langzaam in, maar dit veranderde in 1525 door de Duitse Boerenoorlog. Hij maakte hiervan gebruik om samen met zijn broer Otto de kloosters te ontmantelen en hun bezittingen af te nemen zodat ze protestantse priesters konden toelaten. Ook bekeerde Ernst zich onder impuls van zijn oom tot het lutheranisme. Nadat het de Rooms-katholieken in 1527 was mislukt om zijn vader als hertog van Brunswijk-Lüneburg te restaureren, kon Ernst de Reformatie ook ongehinderd invoeren in zijn gebieden.
In 1530 ondertekende Ernst in Augsburg de Confessio Augustana en werd daarmee een van de invloedrijkste protestantse vorsten in Noord-Duitsland. Ook was hij zeer actief in het Schmalkaldisch Verbond, zorgde hij ervoor dat verschillende steden toetraden tot het Verbond en trad hij op als bemiddelaar als er conflicten waren binnen het Verbond.
In 1546 stierf Ernst. Zijn vier zoons waren bij zijn overlijden nog minderjarig.

## Huwelijk en nakomelingen
Op 2 juni 1528 huwde Ernst in Schwerin met Sophia (1508-1541), dochter van hertog Hendrik V van Mecklenburg. Ze kregen acht kinderen:
- Frans Otto (1530-1559), hertog van Brunswijk-Lüneburg
- Frederik (1532-1553)
- Hendrik (1533-1598), hertog van Brunswijk-Dannenberg
- Margaretha (1534-1596), huwde in 1559 met graaf Johan van Mansfeld See
- Willem (1535-1592), hertog van Brunswijk-Lüneburg
- Elisabeth Ursula (1539-1586), huwde in 1558 met graaf Otto IV van Schaumburg
- Magdalena Sophia (1540-1586), huwde met graaf Arnold van Bentheim-Steinfurt
- Sophia (1541-1631), huwde met graaf Poppo XVIII van Henneberg-Schleusingen

## Voorouders
| Overgrootouders                            | Frederik II van Brunswijk-Lüneburg (1418-1478) ∞ Magdalena van Brandenburg (1412-1454) | Frederik II van Brunswijk-Lüneburg (1418-1478) ∞ Magdalena van Brandenburg (1412-1454) | Johan IV van Nassau-Dietz (1410-1475) x 1440 Maria van Loon-Heinsberg (1426-1502)   | Johan IV van Nassau-Dietz (1410-1475) x 1440 Maria van Loon-Heinsberg (1426-1502)   | Frederik II van Saksen (1412–1464) ∞ Margaretha van Oostenrijk (1416-1486)       | Frederik II van Saksen (1412–1464) ∞ Margaretha van Oostenrijk (1416-1486)       | Albrecht III van Beieren (1401-1460) ∞ Anna van Brunswijk-Grubenhagen (1415-1474) | Albrecht III van Beieren (1401-1460) ∞ Anna van Brunswijk-Grubenhagen (1415-1474) | Albrecht III van Beieren (1401-1460) ∞ Anna van Brunswijk-Grubenhagen (1415-1474) | Albrecht III van Beieren (1401-1460) ∞ Anna van Brunswijk-Grubenhagen (1415-1474) |
| Grootouders                                | Otto II van Brunswijk-Lüneburg (1439-1471) ∞ Anna van Nassau-Dillenburg (1441-1513)    | Otto II van Brunswijk-Lüneburg (1439-1471) ∞ Anna van Nassau-Dillenburg (1441-1513)    | Otto II van Brunswijk-Lüneburg (1439-1471) ∞ Anna van Nassau-Dillenburg (1441-1513) | Otto II van Brunswijk-Lüneburg (1439-1471) ∞ Anna van Nassau-Dillenburg (1441-1513) | Ernst van Saksen (1431–1468) ∞ Elisabeth van Beieren (1443-1484)                 | Ernst van Saksen (1431–1468) ∞ Elisabeth van Beieren (1443-1484)                 | Ernst van Saksen (1431–1468) ∞ Elisabeth van Beieren (1443-1484)                  | Ernst van Saksen (1431–1468) ∞ Elisabeth van Beieren (1443-1484)                  |                                                                                   |                                                                                   |
| Ouders                                     | Hendrik I van Brunswijk-Lüneburg (1468-1532) ∞ Margaretha van Saksen (1469-1528)       | Hendrik I van Brunswijk-Lüneburg (1468-1532) ∞ Margaretha van Saksen (1469-1528)       | Hendrik I van Brunswijk-Lüneburg (1468-1532) ∞ Margaretha van Saksen (1469-1528)    | Hendrik I van Brunswijk-Lüneburg (1468-1532) ∞ Margaretha van Saksen (1469-1528)    | Hendrik I van Brunswijk-Lüneburg (1468-1532) ∞ Margaretha van Saksen (1469-1528) | Hendrik I van Brunswijk-Lüneburg (1468-1532) ∞ Margaretha van Saksen (1469-1528) | Hendrik I van Brunswijk-Lüneburg (1468-1532) ∞ Margaretha van Saksen (1469-1528)  | Hendrik I van Brunswijk-Lüneburg (1468-1532) ∞ Margaretha van Saksen (1469-1528)  |                                                                                   |                                                                                   |
| Ernst I van Brunswijk-Lüneburg (1497-1546) |                                                                                        |                                                                                        |                                                                                     |                                                                                     |                                                                                  |                                                                                  |                                                                                   |                                                                                   |                                                                                   |                                                                                   |